# Lijst van presidenten van Turkije
Hieronder volgt een lijst van Turkse presidenten.

## Presidenten van Turkije (1923-heden)
| Nr. | President                         | President                                     | Ambtstermijn                        | Partij        | Partij | Verkiezing |
| --- | --------------------------------- | --------------------------------------------- | ----------------------------------- | ------------- | ------ | ---------- |
| 1   |                                   | Mustafa Kemal Atatürk (1881-1938)             | 29 oktober 1923 - 10 november 1938  | CHP           |        | 1923       |
| 1   | 1927                              | Mustafa Kemal Atatürk (1881-1938)             | 29 oktober 1923 - 10 november 1938  | CHP           |        |            |
| 1   | 1931                              | Mustafa Kemal Atatürk (1881-1938)             | 29 oktober 1923 - 10 november 1938  | CHP           |        |            |
| 1   | Overleden in ambt                 | Mustafa Kemal Atatürk (1881-1938)             | 1935                                | CHP           |        |            |
| -   |                                   | Abdülhalik Renda (1881–1957) (interim)        | 10 november 1938 - 11 november 1938 | CHP           |        |            |
| 2   |                                   | Ismet Inönü (1884-1973)                       | 11 november 1938 - 22 mei 1950      | CHP           |        | 1938       |
| 2   | 1939                              | Ismet Inönü (1884-1973)                       | 11 november 1938 - 22 mei 1950      | CHP           |        |            |
| 2   | 1943                              | Ismet Inönü (1884-1973)                       | 11 november 1938 - 22 mei 1950      | CHP           |        |            |
| 2   | 1946                              | Ismet Inönü (1884-1973)                       | 11 november 1938 - 22 mei 1950      | CHP           |        |            |
| 3   |                                   | Celal Bayar (1883-1986)                       | 22 mei 1950 - 27 mei 1960           | DP            |        | 1950       |
| 3   | 1954                              | Celal Bayar (1883-1986)                       | 22 mei 1950 - 27 mei 1960           | DP            |        |            |
| 3   | Afgezet                           | Celal Bayar (1883-1986)                       | 1957                                | DP            |        |            |
| -   |                                   | Cemal Gürsel (1895-1966)                      | 27 mei 1960 - 10 oktober 1960       | Militair      |        |            |
| 4   | 10 oktober 1960 - 2 februari 1966 | Cemal Gürsel (1895-1966)                      | Onafhankelijk                       |               | 1961   |            |
| 4   | In coma, later overleden          | Cemal Gürsel (1895-1966)                      | Onafhankelijk                       |               | 1961   |            |
| -   |                                   | İbrahim Şevki Atasagun (1899–1984) (interim)  | 2 februari 1966 - 28 maart 1966     | Onafhankelijk |        |            |
| 5   |                                   | Cevdet Sunay (1899-1982)                      | 28 maart 1966 - 28 maart 1973       | Onafhankelijk |        | 1966       |
| 5   | Afgetreden                        | Cevdet Sunay (1899-1982)                      |                                     | Onafhankelijk |        | 1966       |
| -   |                                   | Tekin Arıburun (1903–1993) (interim)          | 28 maart 1973 - 6 april 1973        | AP            |        |            |
| 6   |                                   | Fahri Koruturk (1903-1987)                    | 6 april 1973 - 6 april 1980         | Onafhankelijk |        | 1973       |
| 6   | Afgetreden                        | Fahri Koruturk (1903-1987)                    |                                     | Onafhankelijk |        | 1973       |
| -   |                                   | İhsan Sabri Çağlayangil (1908–1993) (interim) | 6 april 1980 - 12 september 1982    | AP            |        |            |
| -   |                                   | Kenan Evren (1917-2015)                       | 12 september 1982 - 9 november 1982 | Militair      |        |            |
| 7   | 9 november 1982 - 9 november 1989 | Kenan Evren (1917-2015)                       | Onafhankelijk                       |               | 1982   |            |
| 8   |                                   | Turgut Özal (1927-1993)                       | 9 november 1989 - 17 april 1993     | ANAP          |        | 1989       |
| 8   | Overleden in ambt                 | Turgut Özal (1927-1993)                       |                                     | ANAP          |        | 1989       |
| -   |                                   | Hüsamettin Cindoruk (1933) (interim)          | 17 april 1993 - 16 mei 1993         | DYP           |        |            |
| 9   |                                   | Süleyman Demirel (1924-2015)                  | 16 mei 1993 - 16 mei 2000           | DYP           |        | 1993       |
| 10  |                                   | Ahmet Necdet Sezer (1941)                     | 16 mei 2000 - 28 augustus 2007      | Onafhankelijk |        | 2000       |
| 11  |                                   | Abdullah Gül (1950)                           | 28 augustus 2007 - 28 augustus 2014 | AKP           |        | 2007       |
| 12  |                                   | Recep Tayyip Erdoğan (1954)                   | 28 augustus 2014 - heden            | AKP           |        | 2014       |
| 12  | 2018                              | Recep Tayyip Erdoğan (1954)                   | 28 augustus 2014 - heden            | AKP           |        |            |
| 12  | 2023                              | Recep Tayyip Erdoğan (1954)                   | 28 augustus 2014 - heden            | AKP           |        |            |

## Interim-presidenten
| Nummer | President                | Van  | Tot  | Bijzonderheden |
| 1      | Mustafa Abdülhalik Renda | 1938 | 1938 |                |
| 2      | Nihat Erim               | 1971 | 1972 | [ 1 ]          |
| 3      | İhsan Sabri Çağlayangil  | 1980 | 1980 |                |
| 4      | Hüsamettin Cindoruk      | 1993 | 1993 |                |

## Militaire heersers na staatsgrepen
| Nummer | President    | Van  | Tot  | Bijzonderheden                 |
| 1      | Cemal Gürsel | 1960 | 1961 | Werd vijf jaar later president |
| 2      | Kenan Evren  | 1980 | 1982 | Werd hierna president          |